# Five Even
Five Even is het vijfde muziekalbum van de band Gongzilla. De muziek bestaat uit een combinatie van rock gecombineerde met al dan niet geïmproviseerde jazzrock. Op dit album wordt voor het eerst gestructureerd gezongen, maar de instrumentale gedeelten (lees: gitaar) hebben de overhand.
De basis van de band wordt gevormd door Lozaga en Rowe, beiden uit één of meerdere versies van Gong.

## Musici
- Hansford Rowe; basgitaar, zang
- Bon Lozaga; gitaar, zang
- Jameison Ledonio ; gitaar, zang
- Phil Kesler; slagwerk, percussie
- Tod Barneson ; mandoline op 2, 3 en zang op 1, 3, 4 en 7
- David Fiuczynski ; gitaar 5 en 6
- Jake Cinniger; fretloze gitaar 4 en 7
- Chuck Garvey; slidegitaar 2 en 3
- Kai Eckhardt; fretloze bas 5, 6 en 9
- Lian Amber; zang 1, 6 en 7
- Mitch Hull; slagwerk 2

## Composities
1. Say hey (Rowe) (4:24)
2. French grass (Lozaga) (6:05)
3. Willy (muziek Lozaga; tekst Lozaga, Rowe) (6:33)
4. American dream (Rowe) (8:15)
5. Five even (Rowe) (7:43)
6. When the water’s gone (Rowe) (6:28)
7. Jersey pines (Rowe) (6:29)
8. So high (Rowe, Ledonio) (8:31)
9. Jersey pines (bis) (Rowe) (3:17)